# Walter Bruch
Walter Bruch (Neustadt an der Weinstraße, 2 maart 1908 – Hannover, 5 mei 1990) was een Duits elektrotechnicus en pionier van de Duitse televisie. Begin jaren 1960 ontwikkelde hij bij Telefunken het PAL-kleurentelevisiesysteem.

## Biografie
In de jaren 1930 begon Bruch zijn professionele carrière in samenwerking met Duits fysicus Manfred von Ardenne en de Hongaarse uitvinder Dénes von Mihály. In 1935 werd hij technicus bij de televisie en fysica onderzoekafdeling van Telefunken die werd geleid door professor Fritz Schröter. Voor de Olympische Zomerspelen 1936 in Berlijn werd een speciale televisiecamera van Emil Mechau ontwikkeld die als de "Olympia-Kanone" geschiedenis schreef. Gedurende de spelen trad Bruch op als cameraman.
Een jaar later kon hij op de Wereldtentoonstelling te Parijs een iconoscooptelevisie presenteren die hijzelf had ontwikkeld. Gedurende de Tweede Wereldoorlog bediende hij een nabij de Peenemünde-lanceerbasis geïnstalleerd gesloten-televisiesysteem waarmee de lancering van de V2-raket vanuit een bunker veilig bekeken kon worden.
In 1950 keerde hij bij Telefunken terug waar hij de eerste naoorlogse televisieontvangers ontwikkelde. Vervolgens keerde hij terug naar het natuurkundig onderzoek en de kleurentelevisie. Hij bestudeerde en testte uitgebreid het Amerikaanse NTSC-systeem en wat later het Franse SECAM-systeem zou worden. Zijn onderzoekswerk leidde hem tot het besluit een nieuw, beter televisiesysteem te ontwikkelen die automatisch de faseverschuiving corrigeerde die in het transmissiekanaal kan optreden.
Op 3 januari 1963 gaf hij de eerste openbare presentatie van zijn Phase Alternating Line-systeem aan een groep experts van de Europese Radio-unie (EBU) in Hannover. Dit wordt beschouwd als de geboortedatum van het PAL-Telefunkensysteem, die later door meer dan dertig landen werd geadopteerd.
In 1974 ging Bruch met pensioen, maar had daarna zitting in verschillende normalisatiecommissies. Hij werd in 1975 onderscheiden met Werner-von-Siemens-Ring. Na zijn overlijden werd Bruch bijgezet op de stadsbegraafplaats Engesohde in Hannover.